# Outokumpu
Outokumpu Oyj er en finsk producent af rustfrit stål. Virksomheden er i dag multinational med hovedkvarter i Helsinki og ca. 10.600 ansatte i mere end 30 lande. Outokumpu har gennem historien også været et mineselskab og de har fortsat minedrift ved en kromåre i Keminmaa, hvor ferrokrom udvindes til brug i rustfrit stål.
Republikken Finland ejer omkring 26,6 % af Outokumpu igennem forskellige selskaber.
I begyndelsen af 1900-tallet blev der oprettet en kobbermine i Outokumpu, og Outokumpu (OTK) blev etableret som et mineselskab.